# Hicetas de Siracusa
Hicetas (Griego: Ἱκέτας o Ἱκέτας) fue un tirano de Siracusa, durante el intervalo entre el reinado de Agatocles y el de Pirro. Después de la muerte de Agatocles (289 a. C.), su supuesto asesino, Menón, condenó a muerte a Arcagato, el nieto de Agatocles, y asumiendo el mando del ejército con que el último estaba asediando Etna, dirigió sus armas contra Siracusa. Consiguientemente Hicetas fue enviado contra él por los siracusanos, con un ejército considerable, pero después de que la guerra continuase por algún tiempo, sin ningún resultado decisivo, Menón, llamó en su ayuda a los cartagineses, y obtuvo superioridad. Los siracusanos fueron obligados a concluir una paz ignominiosa.
Poco después se produjo la revolución que llevó a la expulsión de los mercenarios campanios, después conocidos como mamertinos. Tiene que haber sido poco después de esto cuando Hicetas se estableció en el poder supremo, ya que Diodoro cuenta que gobernó durante nueve años. Los únicos acontecimientos de su gobierno que están registrados son una guerra con Fintias, tirano de Agrigentum (moderno Agrigento), donde obtuvo una victoria considerable, y otra con los cartagineses, donde fue derrotado en el río Terias. Fue luego expulsado de Siracusa por Tenón, un acontecimiento que tuvo lugar no mucho antes de la llegada de Pirro a Sicilia, y por tanto tiene que ser referido a 279 a. C. ó a 278 a. C., ambas fechas bastante compatibles con el periodo de nueve años asignado a su reinado por Diodoro.
| Predecesor: Agatocles | Tirano de Siracusa 288 a. C. – 279 a. C. | Sucesor: Tenón y Sosístrato II |